# Cicatrice foliaire

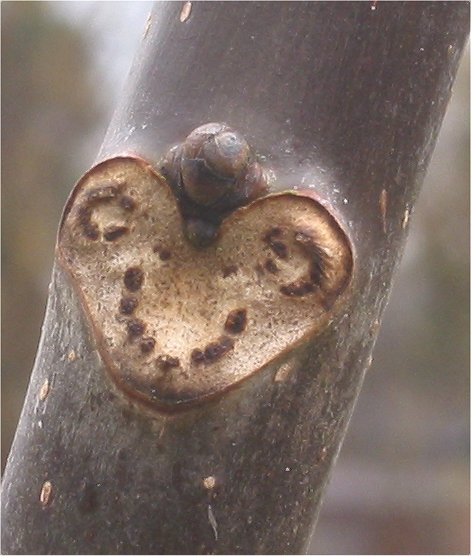
Sous un bourgeon de rameau de noyer, cicatrice foliaire trilobée en forme de cœur portant des cicatrices vasculaires en trois groupes qui forment chacun un U, entourées d'une zone subérifiée.

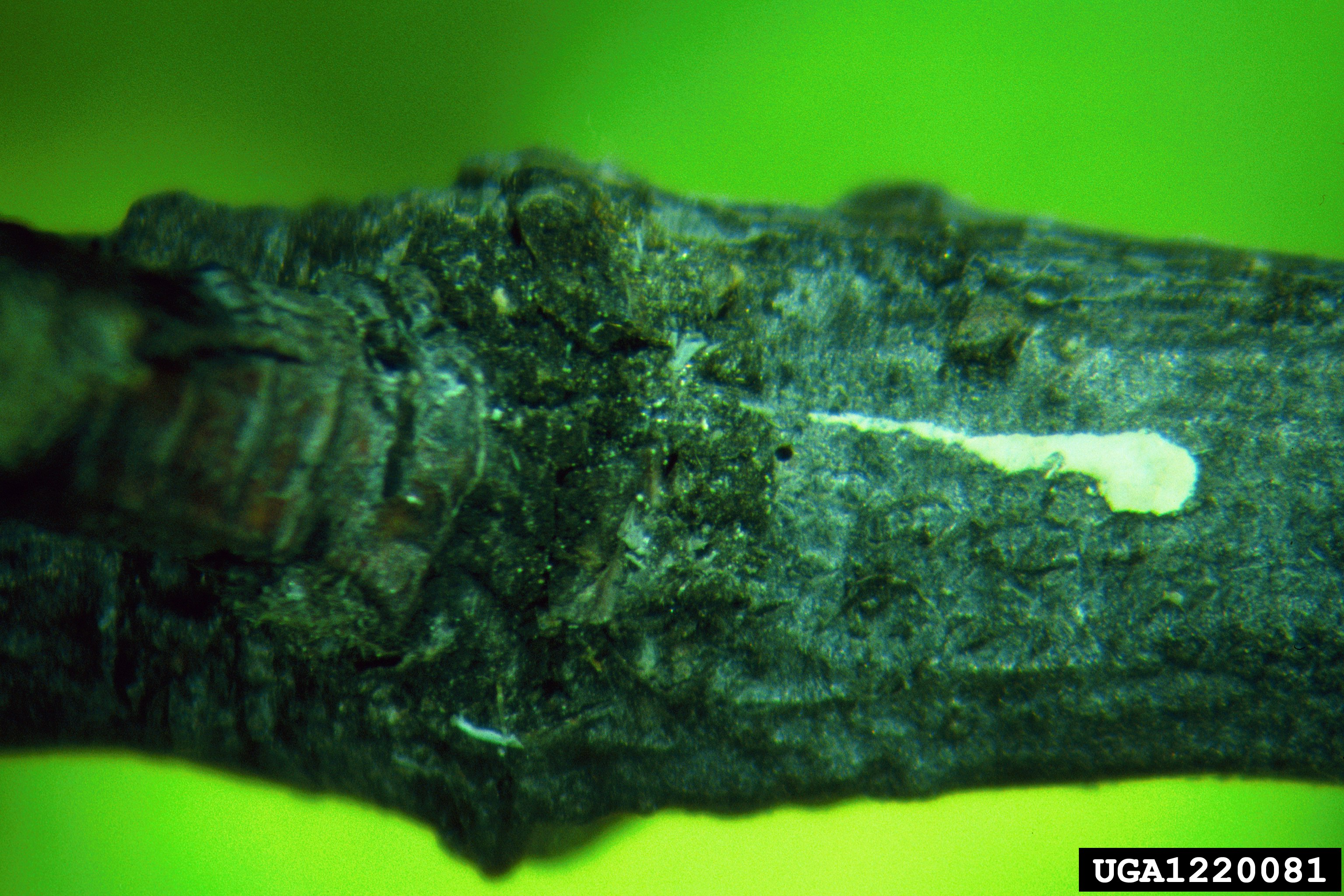
La Tordeuse verte du chêne dépose ses œufs en été par groupe de 2 sur l'écorce des jeunes rameaux et les cicatrices foliaires.

En botanique, une cicatrice foliaire est la zone mise à nu par la chute des feuilles sur les rameaux des plantes vivaces à feuilles caduques, puis protégée par une assise péridermique qui la lignifie et la subérise. Son contour est celui de la base du pétiole et son aspect peut mettre en évidence la structure des tissus différentiés par le processus de cicatrisation.
Bien que les tissus sous-jacents aux cicatrices foliaires élaborent des substances phénoliques anti-infectieuses, ces cicatrices sont, avec les autres ouvertures naturelles (stomates et lenticelles) ou provoquées par des insectes ainsi que les blessures (branches taillées ou cassées), les voies d'entrée préférentielles d'agents phytopathogènes responsables de maladies des plantes (galle, chancre, bactérioses). Les ravageurs des végétaux pondent très souvent leurs œufs dans des cicatrices foliaires de l'année précédente ou en cours, donnant naissance à des larves endophytes.

## La cicatrisation
La cicatrice foliaire, recouverte de cellules parenchymateuses rondes, placées entre la couche de séparation et la couche de liège, met en évidence le périderme après l'abscission foliaire. Comme la couche séparatrice est peu éloignée de l'insertion de la feuille, cette dernière en tombant ne laisse qu'un coussinet sous-pétiolaire réduit sur le rameau. La cicatrice présente au début une couleur verte due à la chlorophylle du parenchyme, puis rapidement brune par oxydation des tannins. Quelques jours après la chute de la feuille, débutent les modifications des tissus. Ceux du coussinet foliaire se lignifient et se subérifient sur une certaine épaisseur, tandis que de la gomme apparaît à l'extrémité des vaisseaux conducteurs rompus du pétiole, montrant à l'intérieur de la cicatrice foliaire des cicatrices vasculaires. Après la chute de la feuille, on distingue ainsi sur le rameau une cicatrice foliaire reproduisant le contour de la base du pétiole, des cicatrices vasculaires internes (appelées aussi cicatricule fasciculaire, elle se distingue de la cicatricule gemmaire formée des petites cicatrices annulaires laissées par les écailles des bourgeons débourrés) figurant les vaisseaux de bois bouchés, et parfois un coussinet foliaire saillant représentant la partie du pétiole qui reste adhérente au rameau. Les stipules peuvent aussi laisser deux cicatrices de part et d'autre de la cicatrice foliaire (cicatrice stipulaire arquée ou annulaire si les deux marques fusionnent).

## Élément de diagnose
Les cicatrices foliaires sont un élément de diagnose pour les végétaux actuels comme pour les végétaux fossiles (paléoflore). La forme (croissant, demi-lune, cœur ou trilobé, circulaire, triangulaire, hexagonale, en forme de U, de V, de fer à cheval, etc.), la disposition (alternée, opposée, verticillée) et l'emplacement des cicatrices foliaires, ainsi que le nombre et la disposition des cicatrices vasculaires (souvent 3, 5 ou 7 cicatrices vasculaires isolées ou en paquets disposées sur une ligne plus ou moins courbe) sont généralement spécifiques pour une espèce donnée,.
Les stipes de certains palmiers sont recouverts d'un réseau dense et régulier de grosses cicatrices foliaires qui correspondant en fait à des gaines foliaires fibreuses superposées. Ces gaines représentant une expansion persistante du pétiole de chaque feuille. La densité de ce réseau provient du nombre élevé d'hélices foliaires.

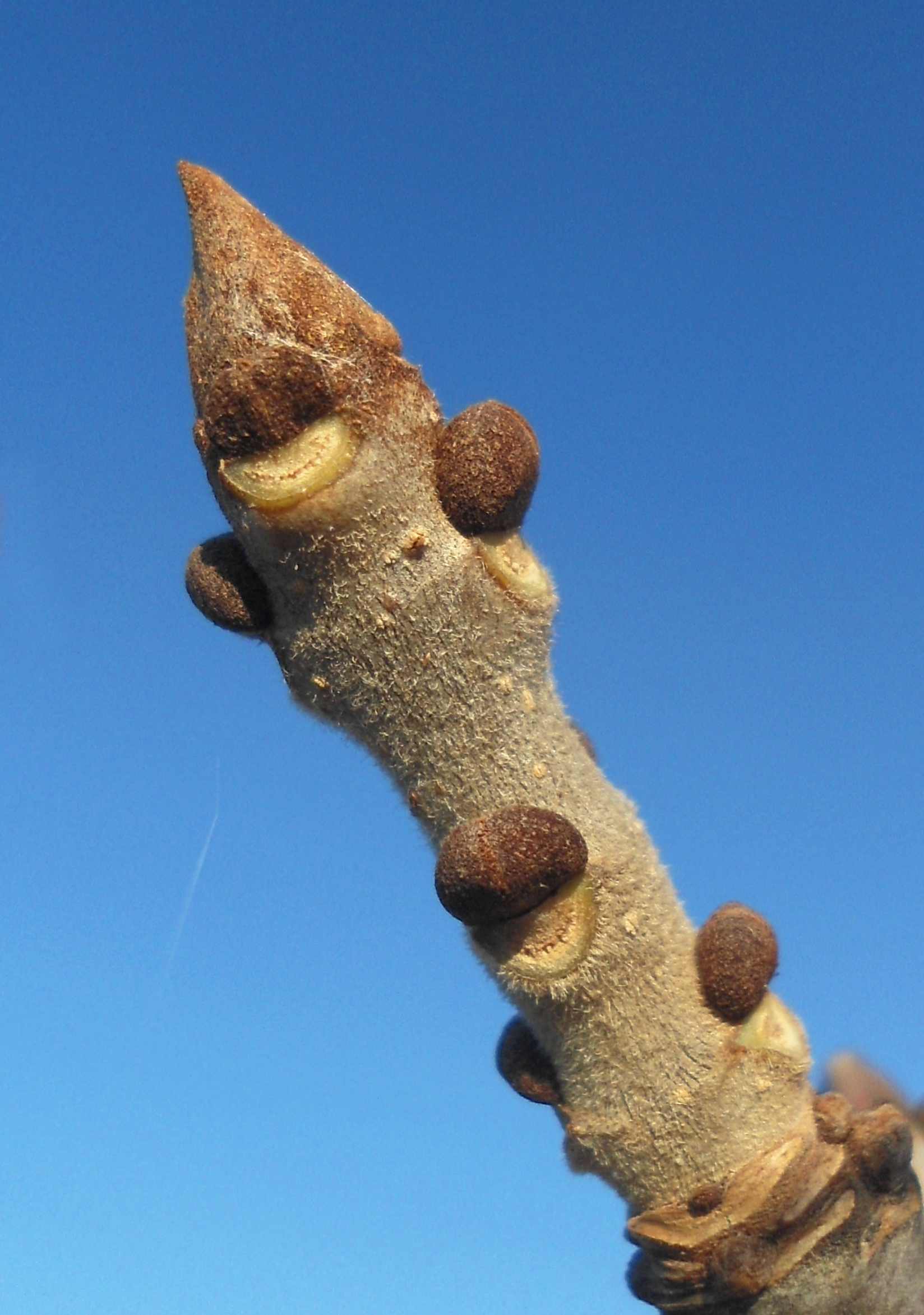
Cicatrices foliaires semi-circulaires (Frêne rouge)
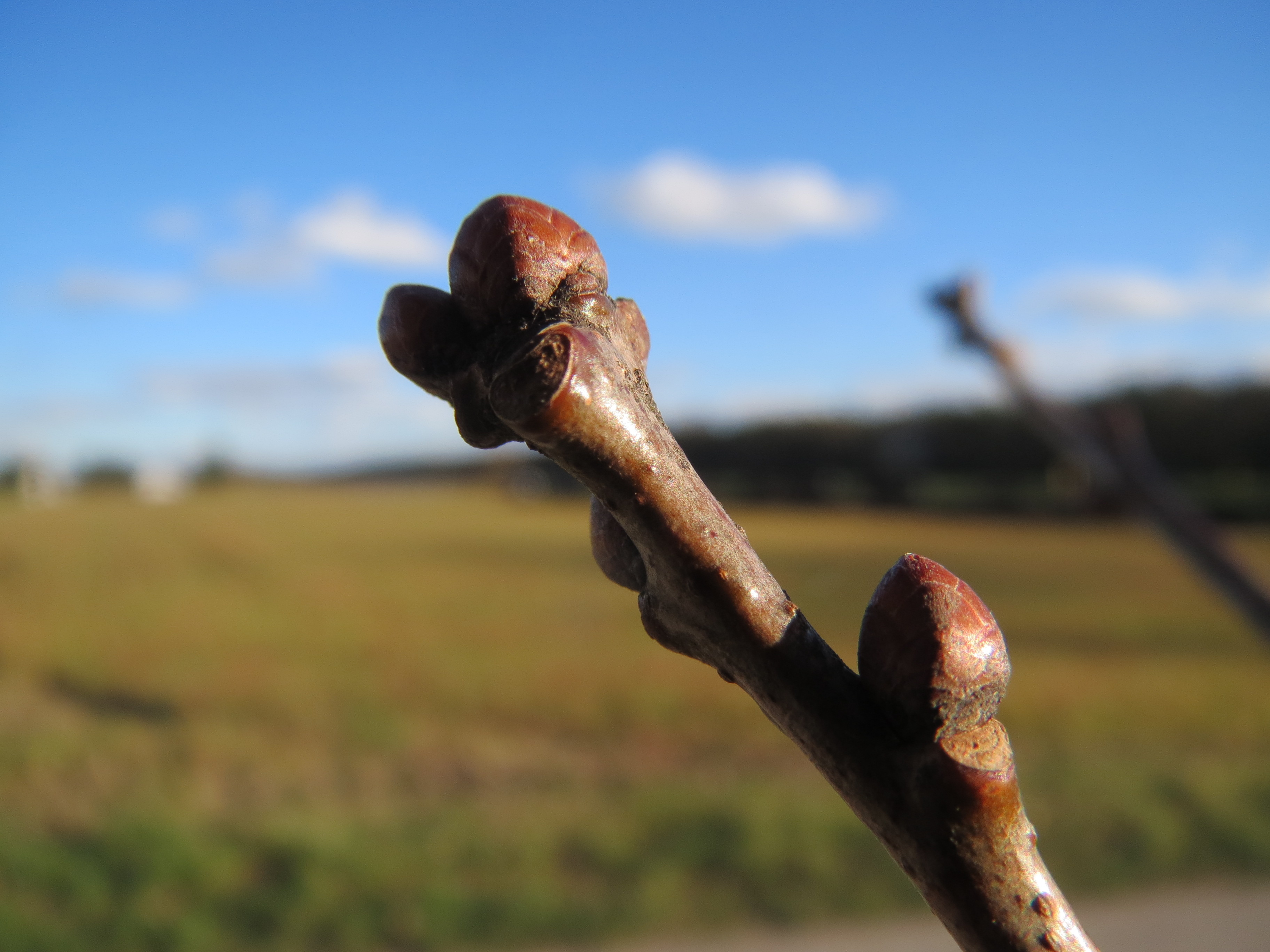
Cicatrices vasculaires en demi-lune du chêne pédonculé
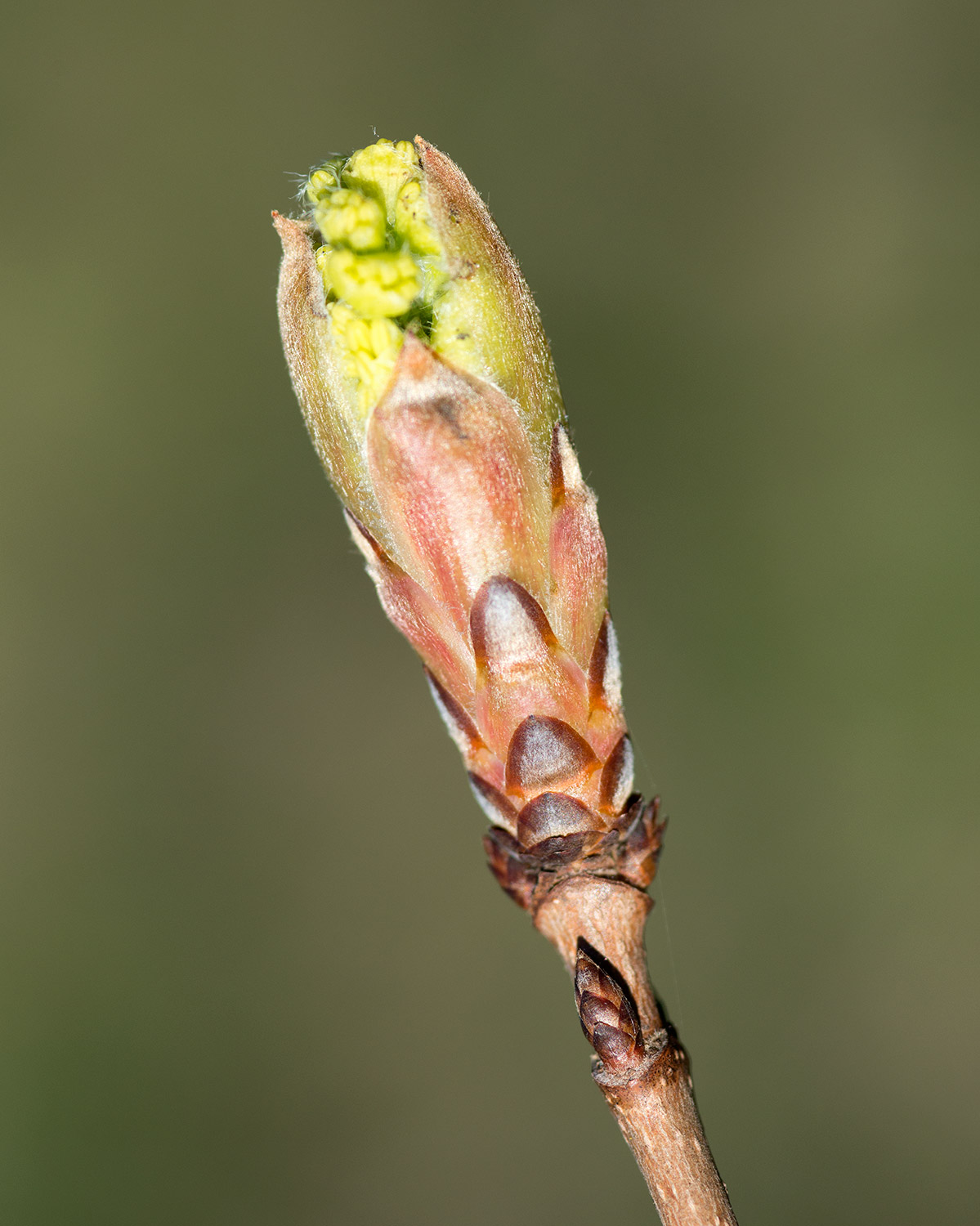
Cicatrice foliaire en V (érable à sucre)
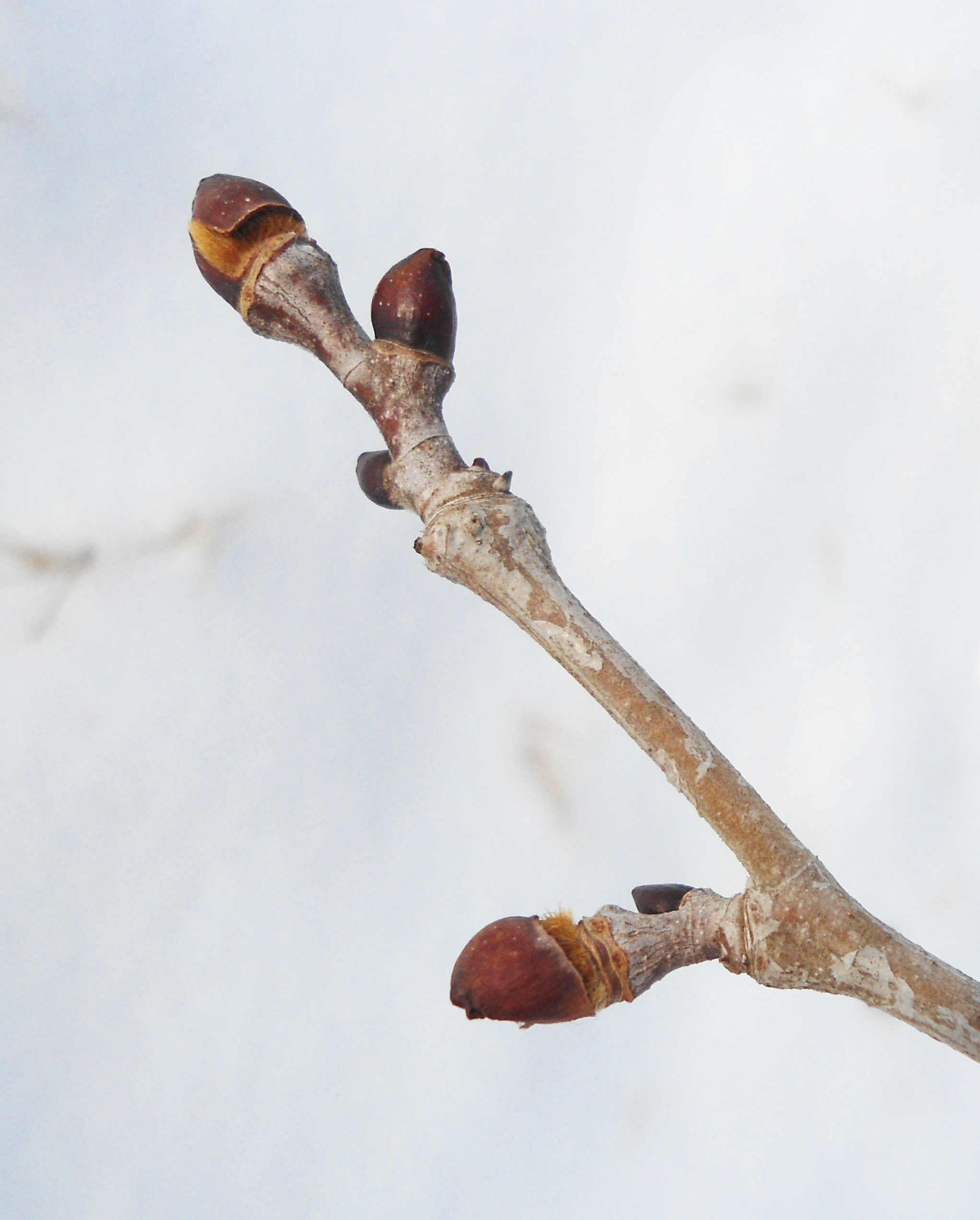
Cicatrices foliaires entourant le bourgeon (platane d'Orient)
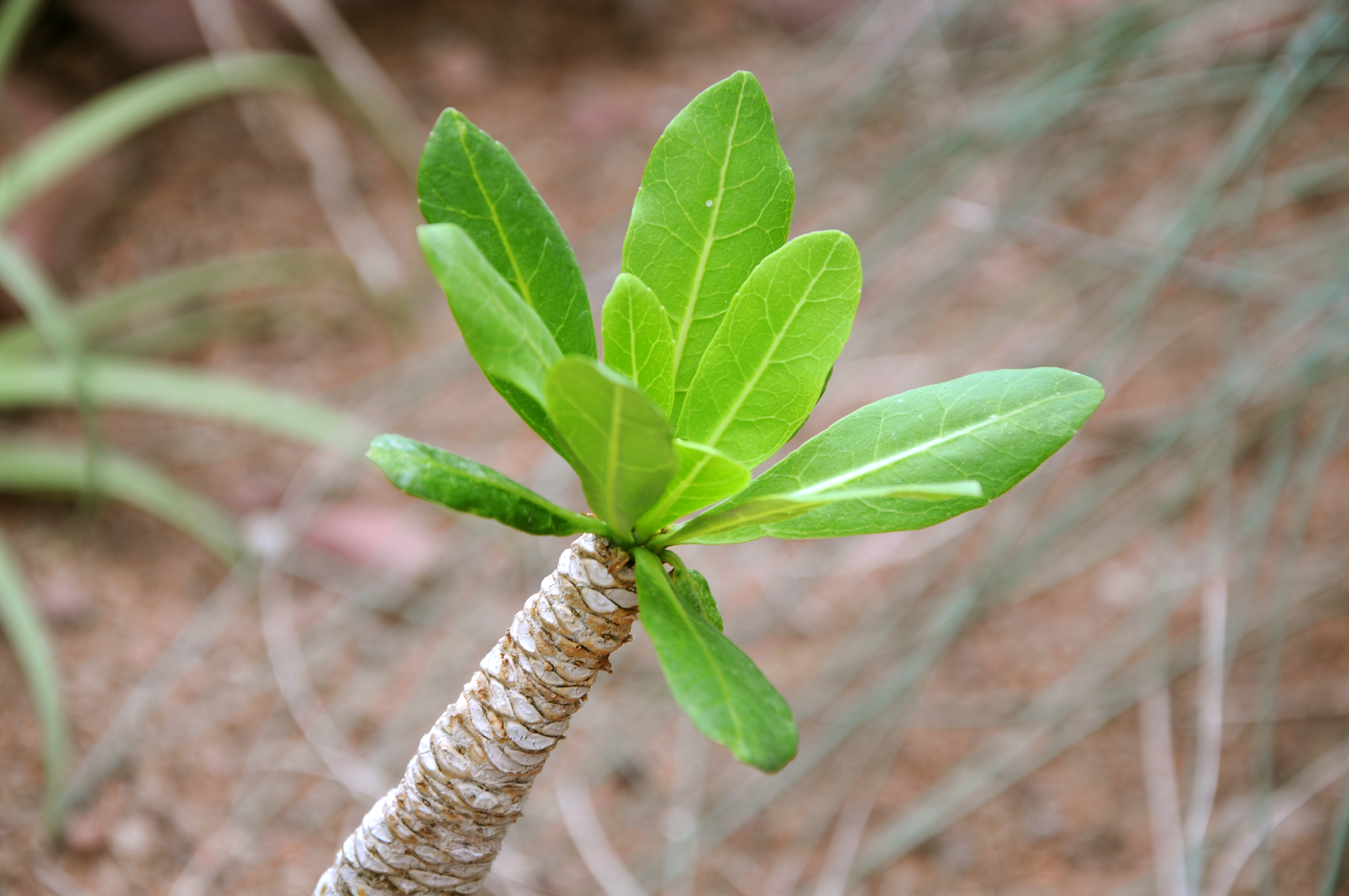
Épiderme portant des pseudo-verticilles de cicatrices foliaires des anciennes feuilles (Palmier de Hawaii)

## Interprétation des diverses cicatrices observables sur un rameau

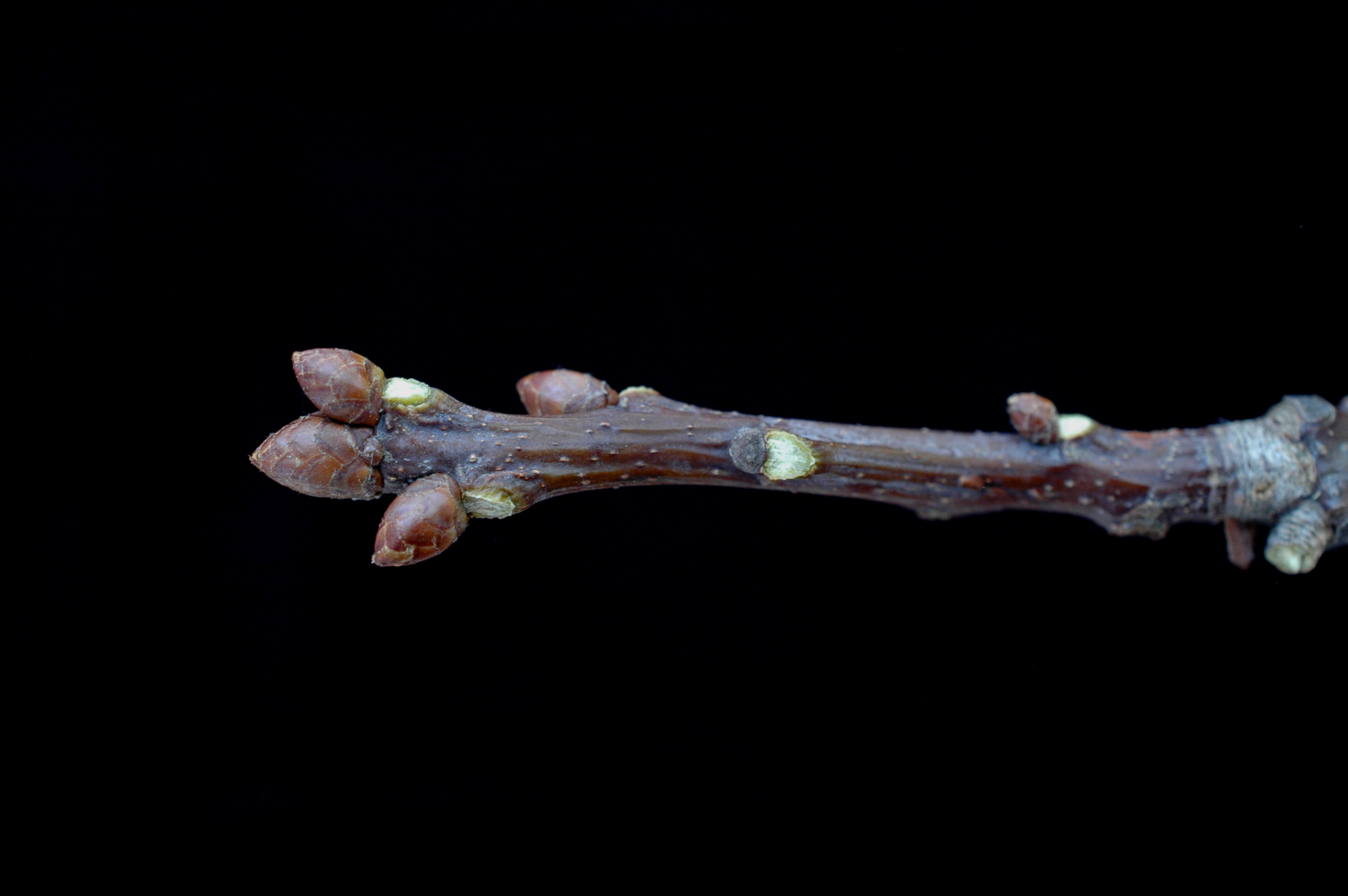
Sur cette tige de chêne rouge d'Amérique, l'unité de croissance débute par la cicatrice de cataphylles en anneau (à droite) et se termine par le bourgeon terminal.

Selon le modèle architectural de Rauh, chez les plantes à croissance rythmique, la rythmicité se traduit par la mise en place d'unité de croissance qui comprend l'ensemble des organes élaborés par un même méristème sur une portion de tige et qui s'allongent pendant une même phase d'élongation. L'unité de croissance ne correspond pas forcément à la pousse annuelle (portion de tige mise en place au cours d’une saison de végétation, cette saison s'arrêtant à la pause hivernale forcée pour les arbres tempérés) en raison d'arrêts de croissance intra-annuels repérés par différents marqueurs (cicatrices de cataphylles dont la chute précoce laisse une zone aphylle ; diminution de la longueur des entre-nœuds ; cernes de croissance ; réduction du diamètre de la moelle). Ainsi, une pousse annuelle peut compter jusqu’à 5 unités de croissance chez de jeunes arbres mais en compte habituellement 1 ou 2 chez les adultes.
Les unités de croissance peuvent renfermer chacune 3 types de feuilles : les cataphylles, feuilles écailleuses caduques au niveau des bourgeons ; les feuilles assimilatrices localisées au milieu des unités de croissance ; les feuilles abortives localisées à la fin des unités de croissance où se produit la conversion de ces feuilles à limbe avorté en cataphylles. La chute précoce des cataphylles laisse au niveau de la tige une portion aphylle empreinte de cicatrices annulaires (traces sous forme de stries ou ridules). La proximité d'une portion aphylle (cicatrices annulaires au début de l'unité de croissance) et des feuilles abortives (fin de l'unité de croissance précédente), permet ainsi de repérer rétrospectivement les niveaux d'arrêt et de reprise de la croissance d'une plante.

## Galerie

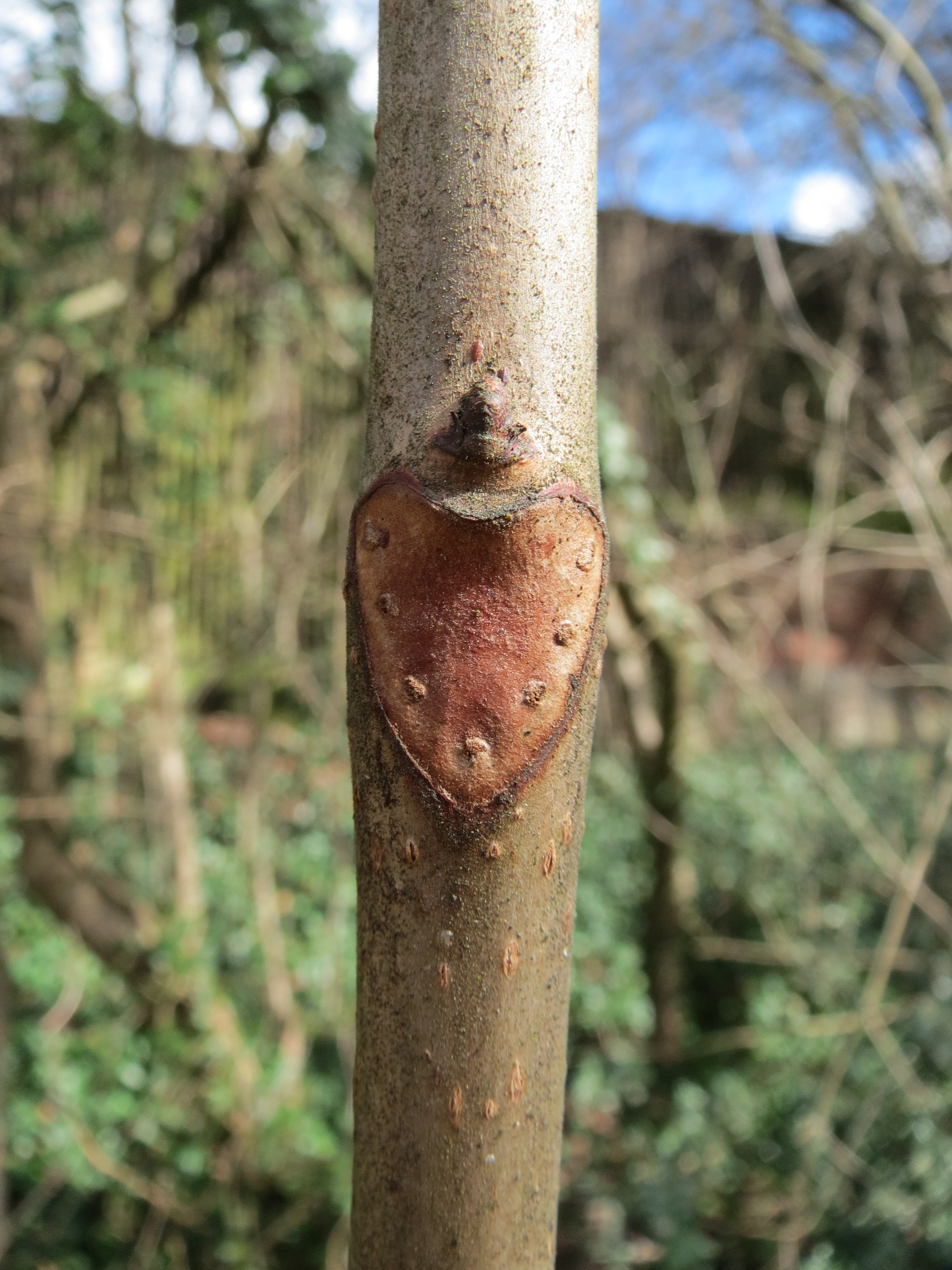
Cicatrice foliaire marquée par sept cicatrices vasculaires (marronnier commun)
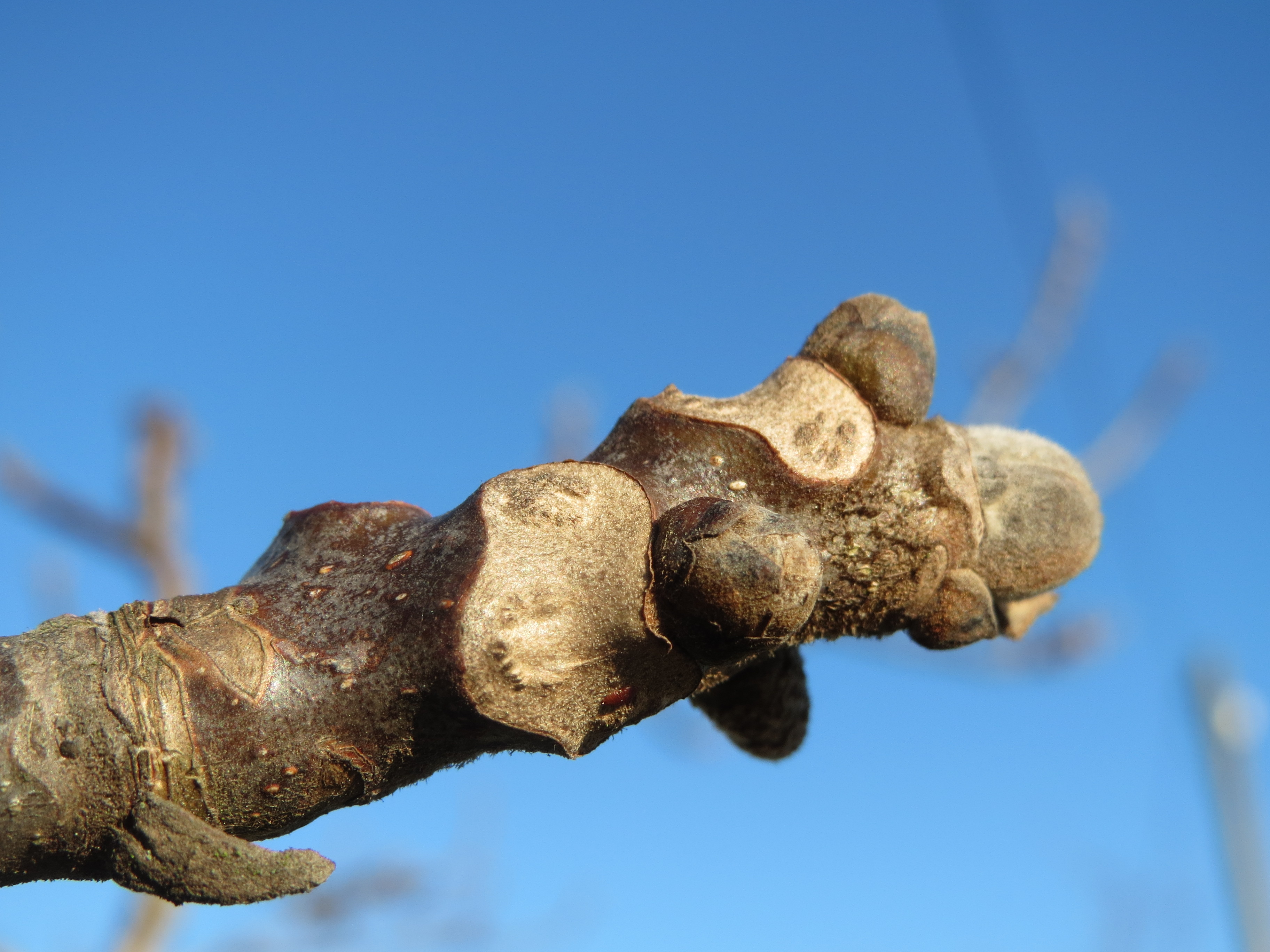
Cicatrices annulaires (à gauche) et foliaires (à droite) sur un rameau de noyer
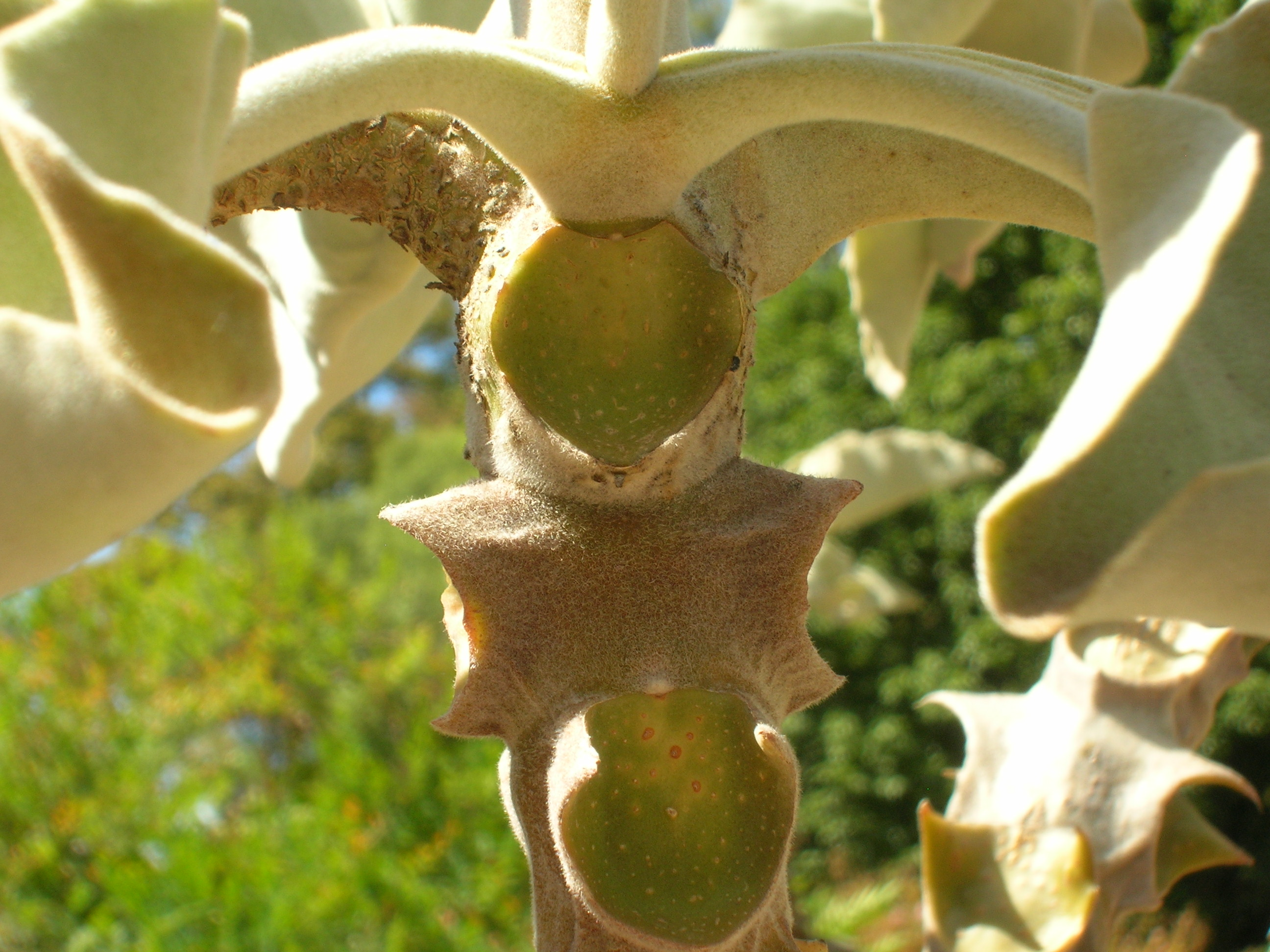
Cicatrices et coussinets foliaires (Kalanchoe beharensis)
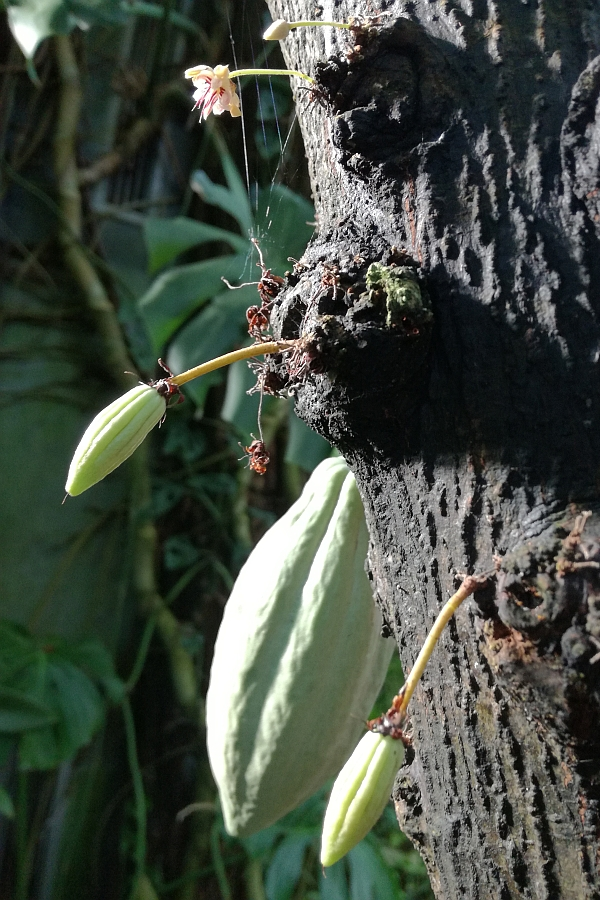
Les fleurs du cacaoyer se forment à l'aisselle d'anciennes cicatrices foliaires développées en « coussins floraux »
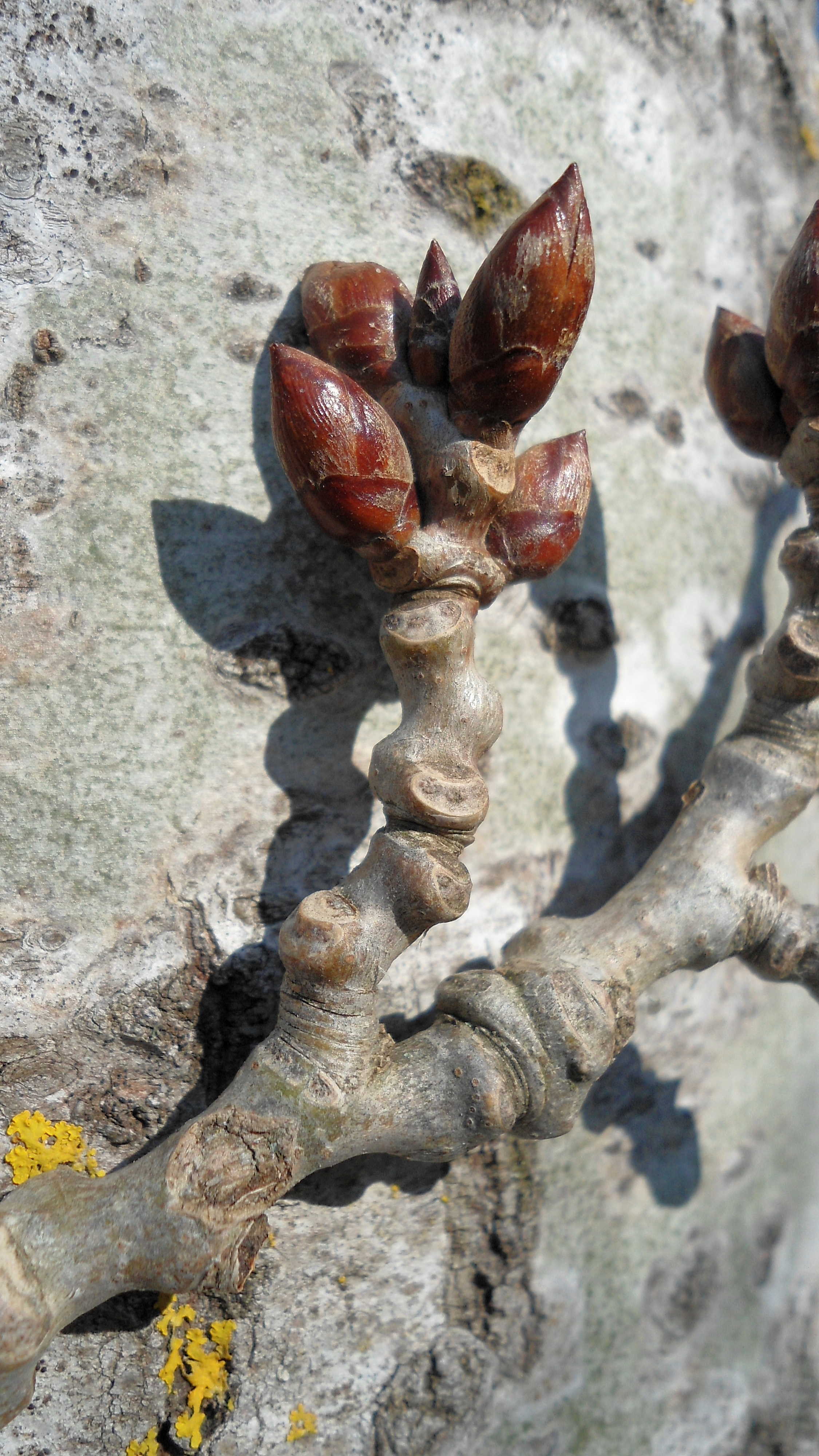
Cicatrices foliaires en forme de croissant (Tremble)
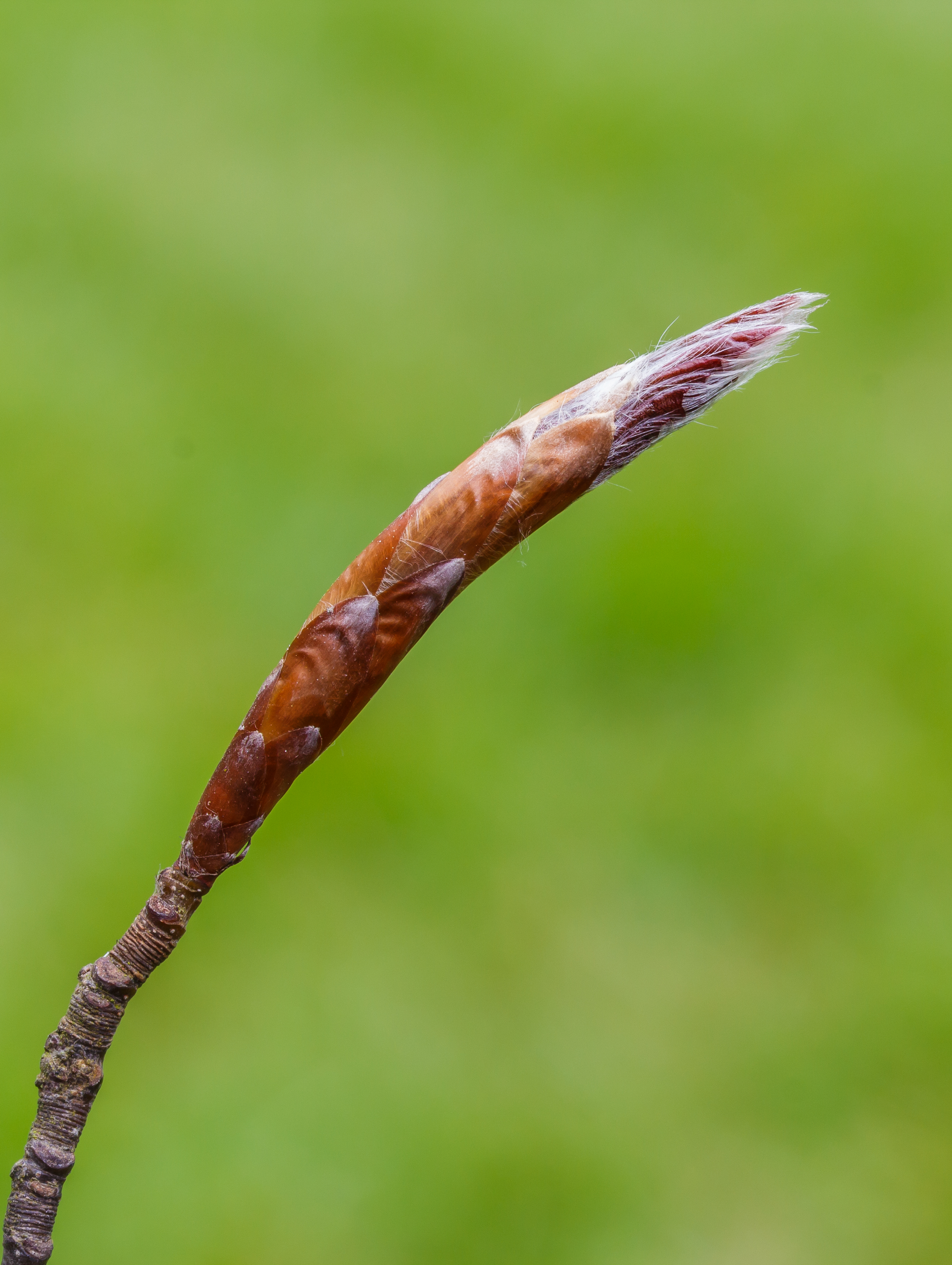
Cicatrices foliaires et cicatrices stipulaires (hêtre)
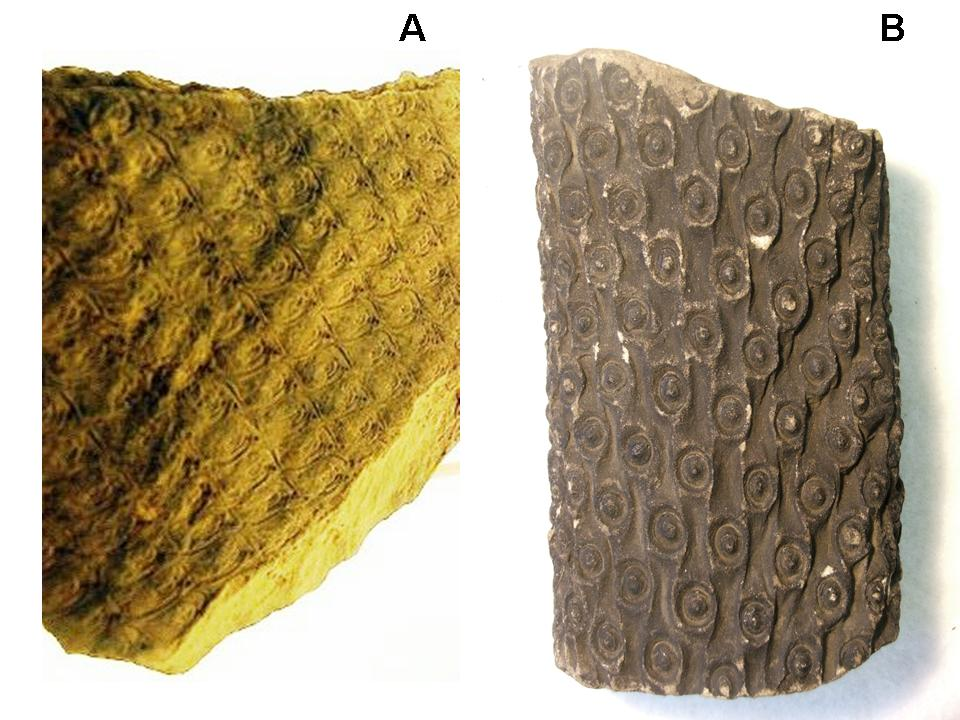
Les feuilles disposées en phyllotaxie alterne spiralée, laissent sur le tronc (A) et la racine (B) du Lepidodendron fossile, au centre des coussinets circulaires, des cicatrices foliaires ponctiformes
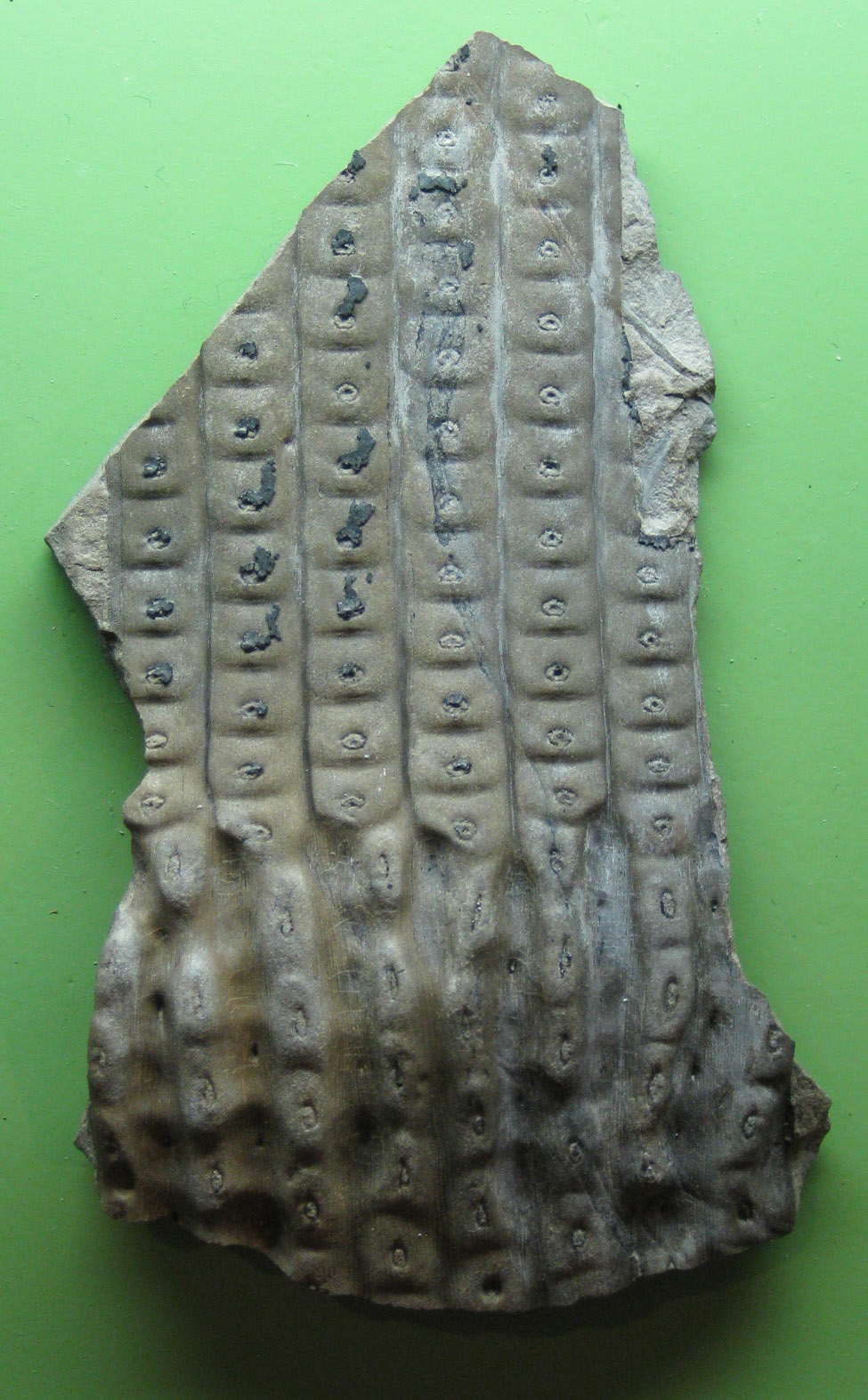
Les cicatrices foliaires de Sigillaria sont de forme subhexagonale, munies au-dessus de leur milieu de trois cicatricules, l'une centrale ponctiforme, les autres latérales arquées